# منظمة المقاومين الثوريين اليمنيين
منظمة المقاومين الثوريين اليمنيين وهي منظمة تكونت في 25 يناير 1971 من بعض عناصر يسارية من الجبهة القومية الحاكمة في جنوب اليمن وكانت برئاسة «ناصر السعيد».
حيث ضمت غلاة الماركسيين المنشقين عن الحزب الديموقراطي الثوري اليمني، لتقوم بالأعمال المسلحة في شمال اليمن واستعادة الأراضي المحتلة من المملكة العربية السعودية حسب وصف المنظمة ومقاومة سلطة الإقطاع والبرجوازية.
وكانت هذه المنظمة أول من استخدم العمل المسلح المنظم ضد السلطات المركزية في اليمن الشمالي في منطقة دمت، وعرف عنها اسرافها في العنف ضد كل من يعترض افكارها، واقدمت على تسميم مياة الآبار واغتيال المشائخ والعلماء وخطف المواطنين وزرع الألغام.
وفي مطلع السبعينات تأسس حزب العمل اليمني كحزن ماركسي جديد، وكان فرع من حزب البعث قد انشق وقطع صلته بالقيادة القومية للحزب في سوريا وتبنى الماركسية واطلق على نفسه حزب الطليعة الشعبية في خطوت متزامنة مع ما يحدث لفرع الحزب في عدن.

## نبذة
وهي منظمة من المجاميع العسكرية التي عانت داخل الجيش من هيمنة وسيطرة قيادات عسكرية منحدرة من القبائل أو من العائدة للجيش بعد أن كانت ملكية. وقد تأسست في عام 1970 ، بخلفية في القوات الجمهورية التي ساعدت في الدفاع عن صنعاء خلال الحصار الملكي عام 1967-1968 (انظر ثورة 26 سبتمبر). تخوض الحركة حرب العصابات عام 1970-1973.
في 5 مارس 1979 اندمج الحزب مع سائر الأطراف المؤسسين للجبهة الوطنية الديمقراطية تشكيل حزب الوحدة الشعبية اليمنية. وبعد أربعة أيام دمج «حزب الوحدة الشعبية» في الحزب الاشتراكي اليمني (ولكن احتفظ باسم '«حزب الوحدة الشعبية»' للأنشطة في اليمن الشمالي).
ومن أشهر قياداتها: احمد علي السلامي، وناصر السعيد، وحسين الهمزة، وعبد اللطيف الهمزة، وسعيد هزاع المعمري.